# سونگ جی رو
سونگ جی رو (کره‌ای: 성지루؛ زادهٔ ۱۶ اکتبر ۱۹۶۸) بازیگر اهل کره جنوبی است.
از آثاری که در آنها ایفای نقش کرده‌است می‌توان به همگی محاصره شده‌اید، مجلس ملی، ناپدید شدن، ادیسه کره‌ای و بد و دیوانه اشاره کرد.